# Multirésolution
En mathématiques, une approximation multirésolution désigne une suite de sous-espaces vectoriels vérifiant un ensemble de caractéristiques.

## Définition
Une suite {\displaystyle (V_{j})_{j\in \mathbb {Z} }} de sous-espaces vectoriels fermés de L2(R) est une approximation multirésolution si elle vérifie les cinq propriétés suivantes :
- {\displaystyle \forall j\in \mathbb {Z} \quad V_{j+1}\subset V_{j}}
- {\displaystyle {\overline {\bigcup _{j\in \mathbb {Z} }V_{j}}}=L^{2}(\mathbb {R} ){\text{ et }}\bigcap _{j\in \mathbb {Z} }V_{j}=\{0\}}
- {\displaystyle \forall j\in \mathbb {Z} \quad f\in V_{j}\iff f(2\cdot )\in V_{j+1}}
- {\displaystyle \forall (j,k)\in \mathbb {Z} ^{2}\quad f\in V_{j}\iff f(\cdot -2^{-j}k)\in V_{j}}
- Il existe {\displaystyle \theta \in V_{0}} tel que {\displaystyle \left(\theta (\cdot -n)_{n\in \mathbb {Z} }\right)} soit une base de Riesz de {\displaystyle V_{0}}.